# Playas de La Azohía
Playas de la La Azohía son un conjunto de playas situadas en el área geográfica, natural, geológica, política y poblacional, conocida como La Azohía, en el Municipio de Cartagena, Región de Murcia, España.

## Descripción
Playas de La Azohía, son de referencias, en la suma de un conjunto de varios grupos de playas, conformadas por pequeños grupos de playas, formada por una variedad, de pequeñas de calas y playas de arenas y grava, distribuidas por un área de litoral de costa, y del entorno natural, geológico y geográfico, denominada, La Azohía, y próximo a esta.  

## Ubicaciones de playas de La Azohía
| Grupos de Playas 🏖️            | Áreas Local             | 📍 Ubicaciones     | Nombre - Playa ⛱️              |
| ------------------------------ | ----------------------- | ------------------ | ------------------------------ |
| Playas Isla Plana - La Azohía  | Los Madríles            | La Calera          | Playa de La Calera             |
| Punta de San Ginés             | Punta de San Ginés      | Punta de La Calera | Playa de La Punta de La Calera |
| Punta de San Ginés             | Punta de San Ginés      | Punta de La Galera | Playa de la Punta de La Galera |
| Playas de San Ginés            | San Ginés               | La Galera          | Playa de La Galera             |
| Playas de San Ginés            | San Ginés               | San Ginés          | Playa de San Ginés             |
| Playas de San Ginés            | San Ginés               | Las Brisas         | Playa de Las Brisas            |
| Playas de La Chapineta         | La Chapineta            | La Chapineta       | Playa de La Chapineta          |
| Playas de La Chapineta         | La Chapineta            | ChapiMar           | Playa de Chapimar              |
| Playas de La Chapineta         | La Chapineta            | La Paera           | Playa de La Paera              |
| Playas de La Azohía            | El Puntal               | Cuartel            | Playa del Cuartel              |
| Playas de La Azohía            | Rambra La Azohía        | La Azohía          | Playa de La Azohía             |
| Playas de La Azohía            | Puerto de La Azohía     | Punta de La Azohía | Playa de La Punta de La Azohía |
| Playas La Azohía - Cabo Tiñoso | Cabo Tiñoso - La Azohía | Cala Cerrada       | Playa de Cala Cerrada          |

Información, y ubicaciones de algunos puntos, y playas, situadas en la zona de La Azohía proporcionados por el Proyecto miazohia.  Como información de referencia y localización externa (Ver Mapa adjunto)

#### Nomenclaturas de uso popular, y otras denominaciones
Popularmente son conocidas como Playas de La Azohía, y por su ubicación, y población, también son denominadas o definidas con otras nomenclaturas, por sus límites municipales administrativos y políticos, como Playas de Cartagena , al pertenecer al municipio de cartagena, o por su situación, desde el punto de área geográficas y marítima de ubicación dentro de la Bahía de Mazarrón , como Playas de Mazarrón.
También desde el ámbito administrativo y político, de la Comunidad Autónoma de la Región de Murcia, y la provincia de Murcia, son denominadas, como Playas de Murcia o Playas Murcianas.

###### Excepciones, en zonas próximas
Dentro de está se añaden unas serie de pequeñas playas, que pese a hallarse fuera del área de La Azohía, son consideradas por su proximidad compartida, o de situación geográfica, o de área de población más cercana. 
Como sucede en las áreas de entornos de Cabo Tiñoso-La Azohía, y de la Rambla del Cañar, como son las denominadas como Playa de Cala Cerrada , en Cala Cerrada (Cabo Tiñoso- La Azohía), y las playas situadas en La Calera (Los Madriles), punto compartido entre isla Plana - Rambla del Cañar - La Azohía, en ella se sitúa la Playa de La Calera y recientemente denominada, por el municipio de Cartagena, con el nombre de Playa Canina - La Calera, al ser designada como playa para uso de perros.